# Skandal (Film)
Skandal (jap. 醜聞, Sukyandaru, fälschlich auch: Shūbun) ist ein 1950 von Akira Kurosawa gedrehter Schwarz-Weiß-Film.
Der Film ist eine Kritik an der zu diesem Zeitpunkt in Japan aufkommenden Boulevardpresse, insbesondere ihrer Missachtung der Privatsphäre und ihrer Fabrikation von Skandalen.

## Handlung
Während der Künstler Ichiro Aoye (青江 一郎, Aoe Ichirō) in den Bergen an einem seiner Bilder arbeitet, trifft er auf die klassische Sängerin Miyako Saijo (西条 美也子, Saijō Miyako). Da beide dasselbe Ziel haben, bietet Ichiro ihr an, sie auf seinem Motorrad mitzunehmen. Auf dem Weg werden sie von Paparazzi gesehen, die sie bis zu dem Hotel, in dem sie übernachten, verfolgen.
Nachdem Miyako ein Interview mit Amour, dem Magazin der Paparazzi, ausgeschlagen hat, machen diese ein Foto der beiden Künstler, welches beide bei einem gemeinsamen Frühstück auf einem Balkon zeigt, und drucken dieses unter der Schlagzeile „die Liebesgeschichte der Miyako Saijo“ ab. Ichiro ist auf Grund des fabrizierten Skandals außer sich vor Wut und beschließt, Amour zu verklagen.
Während des darauf folgenden Medienzirkus tritt ein heruntergekommener Anwalt namens Otokichi Hiruta (蛭田 乙吉, Hiruta Otokichi) an Ichiro heran und behauptet, Ichiros Wut mit der Presse zu teilen. Daraufhin nimmt ihn Ichiro als seinen Anwalt. Hiruta bekommt vom Magazin Bestechungsgeld angeboten, wenn er den Prozess zu deren Gunsten führt. Aus Geldnot, da seine Tochter Masako an Tuberkulose leidet und er das Geld benötigt, um sie behandeln zu lassen, nimmt er das Angebot an.
Betroffen von dem Mitgefühl, welches Ichiro und Miyako gegenüber Masako zeigen, und aufgrund der Empörung, die ihm Masako entgegenbringt, als sie erfährt, wie er die Verhandlung führt, steigern sich in Hiruta die Schuldgefühle. Während sich das Gerichtsverfahren einem Ende zuneigt, stirbt Masako, in der Überzeugung, dass Ichiro und Miyako das Gerichtsverfahren gewinnen werden. Am letzten Tag der Gerichtsverhandlung gesteht Hiruta unter Tränen die Bestechung. Amour verliert den Prozess und die Reputation der Künstler ist wiederhergestellt.